# اختر (نام خانوادگی)
اختر یک نام خانوادگی است. افراد شاخص با این نام از این قرارند:
- ادموند اختر، بازیکن بازنشسته فوتبال ایرانی ارمنی الاصل
- جاوید اختر، فیلم‌نامه‌نویس، سیاست‌مدار، شاعر و نویسنده اهل کشور هند
- زویا اختر،کارگردان فیلم، فیلم‌نامه‌نویس اهل هند
- عدیل اختر، بازیگر پاکستانی‌تبار اهل بریتانیا
- فرهان اختر، کارگردان، نمایشنامه نویس، تهیه کننده، بازیگر و ترانه سرای هندی